# Afrolidia quadrispinata
Afrolidia quadrispinata är en insektsart som beskrevs av Nielson 1992. Afrolidia quadrispinata ingår i släktet Afrolidia och familjen dvärgstritar. Inga underarter finns listade i Catalogue of Life.